# Сербка
Сербка (укр. Сербка) — село, относится к Лиманскому району Одесской области Украины.
Население по переписи 2001 года составляло 1943 человека. Почтовый индекс — 67510. Телефонный код — 4855. Занимает площадь 3 км². Код КОАТУУ — 5122785501.

## Известные уроженцы
- Иванов, Владимир Фёдорович (1937—2010) — украинский и советский музыковед, композитор, педагог.

## Местный совет
67510, Одесская обл., Лиманский р-н, с. Сербка, ул. Освобождения, 6.